# スピードワゴンと裸の××アイドル
スピードワゴンと裸の××アイドルは2007年11月1日からTBS BooBo BOX（現:TBSオンデマンド）より配信されているバラエティ番組。
スピードワゴンの冠番組。
2008年2月10日からBS-i（現BS-TBS）で放送開始。BS-iでの放送時間は毎月第3日曜日の24:00～24:30（2月、3月は第2日曜日）。

## 出演者
- スピードワゴン（井戸田潤・小沢一敬）

## 放送内容
毎回2組のゲストを迎えて様々なトークを展開するトークバラエティ番組。最後にはそのアイドルがどのようなアイドルなのか、「○○ドル」かの肩書きを決める。

## 主なコーナー
恋愛妄想劇場
ゲストのアイドルが抱いている理想の恋愛をスピードワゴン小沢と寸劇で再現する。

## 放送データ

### シーズン1（2007年11月1日〜2009年1月31日）
| 回    | ゲスト              | 配信期間                        | BS-iでの放送日 |
| ----- | ------------------- | ------------------------------- | -------------- |
| 第1回 | 神子島みか 森下悠里 | 2007年11月1日 - 2008年10月31日  | 2008年3月9日   |
| 第2回 | 小池里奈 鹿谷弥生   | 2007年11月1日 - 2008年10月31日  | 2008年6月15日  |
| 第3回 | 乾曜子 スザンヌ     | 2007年12月1日 - 2008年11月30日  | 2008年2月10日  |
| 第4回 | 高部あい 彩月貴央   | 2007年12月1日 - 2008年11月30日  | 2008年5月11日  |
| 第5回 | emilee 吉田智美     | 2007年12月25日 - 2008年12月31日 | 2008年4月20日  |
| 第6回 | 仲村みう 桜川ひめこ | 2007年12月25日 - 2008年12月31日 | 2008年7月20日  |
| 第7回 | P's                 | 2008年2月1日 - 2009年1月31日    | 2008年8月17日  |
| 第8回 | 全員集合編          | 2008年2月1日 - 2009年1月31日    | 2008年9月21日  |

### シーズン2（2008年6月1日〜2009年7月31日）
| 回    | ゲスト              | 配信期間                     | BS-iでの放送日 |
| ----- | ------------------- | ---------------------------- | -------------- |
| 第1回 | 辰巳奈都子 福永ちな | 2008年6月1日 - 2009年5月31日 |                |
| 第2回 | 風子 安藤成子       | 2008年6月1日 - 2009年5月31日 |                |
| 第3回 | 尾崎ナナ 谷麻紗美   | 2008年6月1日 - 2009年5月31日 |                |
| 第4回 | 星野涼子 高瀬友規奈 | 2008年7月1日 - 2009年6月30日 |                |
| 第5回 | 小出由華 阪本麻美   | 2008年7月1日 - 2009年6月30日 |                |
| 第6回 | 愛川ゆず季 河合いよ | 2008年8月1日 - 2009年7月31日 |                |
| 第7回 | 秦みずほ 平田裕香   | 2008年8月1日 - 2009年7月31日 |                |